# Homoneura grahami
Homoneura grahami är en tvåvingeart som beskrevs av Malloch 1929. Homoneura grahami ingår i släktet Homoneura och familjen lövflugor. Inga underarter finns listade i Catalogue of Life.